# Issaquena County
Das Issaquena County ist ein County im US-Bundesstaat Mississippi. Der Verwaltungssitz (County Seat) ist Mayersville. Das U.S. Census Bureau hat bei der Volkszählung 2020 eine Einwohnerzahl von 1338 ermittelt.

## Geographie
Das County liegt im Westen von Mississippi und grenzt im Westen an Louisiana, wobei der Mississippi die natürliche Grenze darstellt. Das Issaquena County hat eine Fläche von 1143 Quadratkilometern, wovon 73 Quadratkilometer Wasserfläche sind. Es grenzt an folgende Countys:
|                                 | Washington County | Sharkey County |
| East Carroll Parish (Louisiana) |                   | Yazoo County   |
|                                 | Warren County     |                |

## Geschichte
Das Issaquena County wurde am 23. Januar 1844 aus Teilen des Washington County gebildet. Benannt wurde es nach dem indianischen Ausdruck für liebliches Wasser. Vor Ausbruch des Amerikanischen Bürgerkriegs hatte das County die höchste Sklavenkonzentration mit 115 Eigentümern von 7244 Sklaven.
Vier Bauwerke und Stätten des Countys sind im National Register of Historic Places eingetragen (Stand 1. Februar 2018).

## Demografische Daten

Alterspyramide des Issaquena Countys (Stand: 2000)

Nach der Volkszählung im Jahr 2000 lebten im Issaquena County 2274 Menschen in 726 Haushalten und 509 Familien. Die Bevölkerungsdichte betrug 2 Personen pro Quadratkilometer. Ethnisch betrachtet setzte sich die Bevölkerung zusammen aus 36,32 Prozent Weißen, 62,75 Prozent Afroamerikanern, 0,09 Prozent amerikanischen Ureinwohnern und 0,22 Prozent aus anderen ethnischen Gruppen; 0,62 Prozent stammten von zwei oder mehr Ethnien ab. 0,44 Prozent der Bevölkerung waren spanischer oder lateinamerikanischer Abstammung, die verschiedenen der genannten Gruppen angehörten.
Von den 726 Haushalten hatten 34,2 Prozent Kinder unter 18 Jahren, die mit ihnen lebten. 45,6 Prozent waren verheiratete, zusammenlebende Paare, 16,0 Prozent waren allein erziehende Mütter und 29,8 Prozent waren keine Familien. 26,2 Prozent aller Haushalte waren Singlehaushalte und in 12,3 Prozent lebten Menschen im Alter von 65 Jahren oder darüber. Die durchschnittliche Haushaltsgröße lag bei 2,77 und die durchschnittliche Familiengröße bei 3,37 Personen.
27,7 Prozent der Bevölkerung war unter 18 Jahre alt, 10,9 Prozent zwischen 18 und 24, 30,9 Prozent zwischen 25 und 44, 19,9 Prozent zwischen 45 und 64 Jahre alt und 10,7 Prozent waren 65 Jahre oder älter. Das Durchschnittsalter betrug 33 Jahre. Auf 100 weibliche kamen statistisch 113,5 männliche Personen und auf 100 Frauen im Alter von 18 Jahren oder darüber kamen 130,1 Männer.

Das durchschnittliche Einkommen eines Haushaltes betrug 19.936 USD, das einer Familie 23.913 USD. Männer hatten ein durchschnittliches Einkommen von 23.167 USD, Frauen 17.115 USD. Das Prokopfeinkommen lag bei 10.581 USD. Etwa 25,9 Prozent der Familien und 33,2 Prozent der Bevölkerung lebten unterhalb der Armutsgrenze.

## Städte und Gemeinden
- Fitler
- Grace
- Mayersville
- Valley Park